# John Fleming (DJ)
John Andrew Fleming ist ein britischer Trance-DJ und -Produzent aus Worthing. Er ist bekannt unter dem Namen John '00' Fleming. Sein Stil bewegt sich hauptsächlich im Bereich Goa und Psytrance.

## Leben
John Fleming startete seine musikalische Karriere im Alter von 15 Jahren als er von seinem Schulleiter angefragt wurde für eine Schulparty Musik aufzulegen. In der Folge wurde er bald Resident-DJ in einem lokalen Club und legte dort neben bekannten Größen wie Carl Cox, Fabio und Grooverider auf.
1990 im Alter von 20 Jahren wurde bei Fleming Lungenkrebs diagnostiziert. In den folgenden zwei Jahren unterging er einer Chemotherapie und anschließend zog er nach Florida zur gesundheitlichen Verbesserung, wo er auch regelmäßig in Miami und der US-Ostküste als DJ auflegte. Ein Jahr später kehrte er zurück nach Großbritannien.
Mit der Single „Lost in Emotion“ hatte Fleming 1999 einen ersten Charterfolg in den britischen Singlecharts. Die Single erschien auch mit einem Vocal-Mix von Angelic.
Fleming besitzt ein eigenes Label namens J00F Recordings und eine monatliche Radiosendung – als Global Trance Grooves wurden 200 Sendungen ausgestrahlt, seit dem Jahr 2020 als J00F RADIO.
Seit 2004 arbeitet er zusammen mit Ricky Smith (auch bekannt als The Digital Blonde) am Trance-Projekt 00.db. Im August 2011 erschien schließlich sein Debütalbum Nine Lives.

## Diskografie

### Alben
- 1999: Liscence to Thrill
- 2009: 00.db - Heaven & Hell
- 2010: 00.db - Angels & Demons
- 2011: Nine Lives
- 2013: One.Hundred.Ten WKO

### Singles
- 1998: Barraca Destroy (vs. Steam System)
- 1999: We Have No Reference of Time (mit Russell Floorplay)
- 1999: Alpha 5
- 1999: Lost in Emotion
- 1999: Perfect World
- 1999: Come On Baby (mit Russell Floorplay)
- 2000: Free
- 2001: Legato / Sutra (vs. The Digital Blonde)
- 2002: Hemstock & Jennings feat. John '00' Fleming - Genetica EP
- 2002: Ice Cream (vs. M.I.K.E.)
- 2002: Belfast Trance (vs. Simple Minds)
- 2004: I'm Not Fooled
- 2004: Dame Blanche (vs. M.I.K.E.)
- 2004: Mahadeva (vs. Astral Projection)
- 2005: Attention (mit Christopher Lawrence)
- 2005: Endelexia (mit Wizzy Noise)
- 2015: If I Don't Come Home

### Remixe (Auswahl)
- 1997: Vicki Sue Robinson - House of Joy
- 1997: Erasure - Sometimes
- 1997: Joi Cardwell - Soul to Bare
- 1997: Jimmy Ray - Are You Jimmy Ray?
- 1998: Gloria Estefan - Don't Let This Moment End
- 1999: DJ Mind-X - Nightingale
- 2005: Flash Brothers feat. Tiff Lacey - Faith in Love
- 2010: Infected Mushroom feat. Perry Farrell - Killing Time
- 2010: Solarstone feat. Bill McGruddy - Electric Love